# Tattersall & Holdsworth
De machinefabriek Tattersall & Holdsworth werd in 1876 in Enschede opgericht door John Tattersall (Burnley, 1850- Enschede, 1937) als importzaak van textielmachines. In 1887 werd een eigen reparatiewerkplaats opgericht, waaraan in 1894 een ijzer- en kopergieterij werd verbonden. Het hoofdbedrijf was gevestigd aan de Oldenzaalsestraat te Enschede. In Gronau kwam in 1897 een afzonderlijke fabriek voor de vervaardiging van metalen (textiel)voorwerpen, in Rotterdam kwam in 1910 een filiaal voor met name de stoomappendages tot stand. Ondertussen was in 1908 de onderneming in een nv omgezet. In 1920 telden de bedrijven naast 30 beambten ruim 200 man fabriekspersoneel. 
Naast het ontwerpen en fabriceren van textielmachines werden hier ook diverse machines gefabriceerd voor onder andere de scheepvaart, olie- en gasindustrie. Ook was er een instrumentenmakerij in de fabriek gevestigd. Na de Tweede Wereldoorlog kwamen er voor de afdeling meet- en regeltechniek een werkplaats in de Botlek en in Noordbroek. Midden jaren vijftig waren de textielmachines, naast de van oudsher gefabriceerde sterkmachines en cilinderdroogmachines met name jiggers, een belangrijk onderdeel van het productiepakket.

## Groei en sluiting
In 1942 werd de onderneming omgezet in een cv. Eerder, in 1940, werd het magazijn te Rotterdam vernield, in 1943 werd het fabriekscomplex in Enschede grotendeels door brandbommen verwoest. De wederopbouw werd vertraagd door bouwstop, het filiaal te Gronau gesloten. Vervolgens trad een bloeiperiode aan, die tot einde jaren zestig duurde. In 1969 werd het weer een nv, met een maatschappelijk kapitaal van f 2,5 miljoen. De oplopende verliezen als gevolg van de teruglopende orders uit de textielindustrie alsmede achterstallige betalingen uit diverse Oostbloklanden betekenden eind 1971 het faillissement van het moederbedrijf. De gemeente Enschede had een belangrijke en kwalijke rol in deze periode door in deze crisisjaren een verhuizing te eisen van de fabriek, weg van de Oldenzaalsestraat naar het Havengebied. Pas jaren na de sluiting kwamen de achterstallige betalingen binnen waardoor er achteraf geen sluiting had hoeven plaatsvinden. De afdeling meet- en regeltechniek/instrumentenmakerijen in de Botlek en in Noordbroek (met toen 60 respectievelijk 40 man personeel) werden overgenomen door de firma Vonk uit Coevorden. Na de sloop van de fabriek eind jaren zeventig is er als onderdeel van de stadsvernieuwing in De Bothoven een woonwijk gebouwd, deze is vernoemd naar de fabriek "Tattersall".

## Lijst van directeuren
- John Tattersall, 1850-1937 - founder - directeur / eigenaar.
- E.J. Buma, 1879-1929 - financieel directeur
- Richard Tattersall, 1886-1948 - directeur / eigenaar.
- F.W. Buma, financieel directeur.
- Frits Andre Tattersall, 1913-1975 - directeur / eigenaar.
- Hendrik Rzn Tattersall, 1915-2004 - financieel directeur.